# فقیروالی
فقیروالی (به انگلیسی: Faqirwali) یک منطقهٔ مسکونی در پاکستان است که در پنجاب واقع شده‌است. فقیروالی ۱۱۴ متر بالاتر از سطح دریا واقع شده‌است.